# Jacob Taubes
Jacob Taubes (Viena, 1923 - Berlín, 1987). Sociòleg de la religió, filòsof i estudiós del judaisme.
Nascut en una família de rabins, obtingué el doctorat en filosofia l'any 1947 amb la tesi Escatologia occidental. Ensenyà estudis religiosos i estudis judaics als Estats Units.
Des de 1965 fou professor d'estudis jueus i hermenèutica a la Universitat lliure de Berlín. Ha influït pensadors contemporanis com Giorgio Agamben i Peter Sloterdijk.